# Ixkún
Ixkún (también escrito Ixcún) es un sitio arqueológico maya precolombino ubicado en el departamento del Petén, en Guatemala. Se encuentra al norte de la ciudad de Dolores. Es un yacimiento que contiene un buen número de montículos sin excavar y de monumentos, algunos de los cuales están restaurados.
Ixkún fue la capital de un importante señorío en el valle del río Mopán. Otros señoríos que destacaron en esta región de las tierras bajas de los mayas en el Petén, fueron Curucuitz, Ixcol e Ixtontón. Otros ocho sitios formaron parte del señorío de Ixkún. La Estela # 1 de Ixkún es uno de los monumentos más altos de toda la región del Petén.
El principal periodo de actividad de Ixkún fue durante el clásico tardío. Sin embargo, el sitio estuvo ocupado desde el preclásico tardío hasta el posclásico.

## Localización

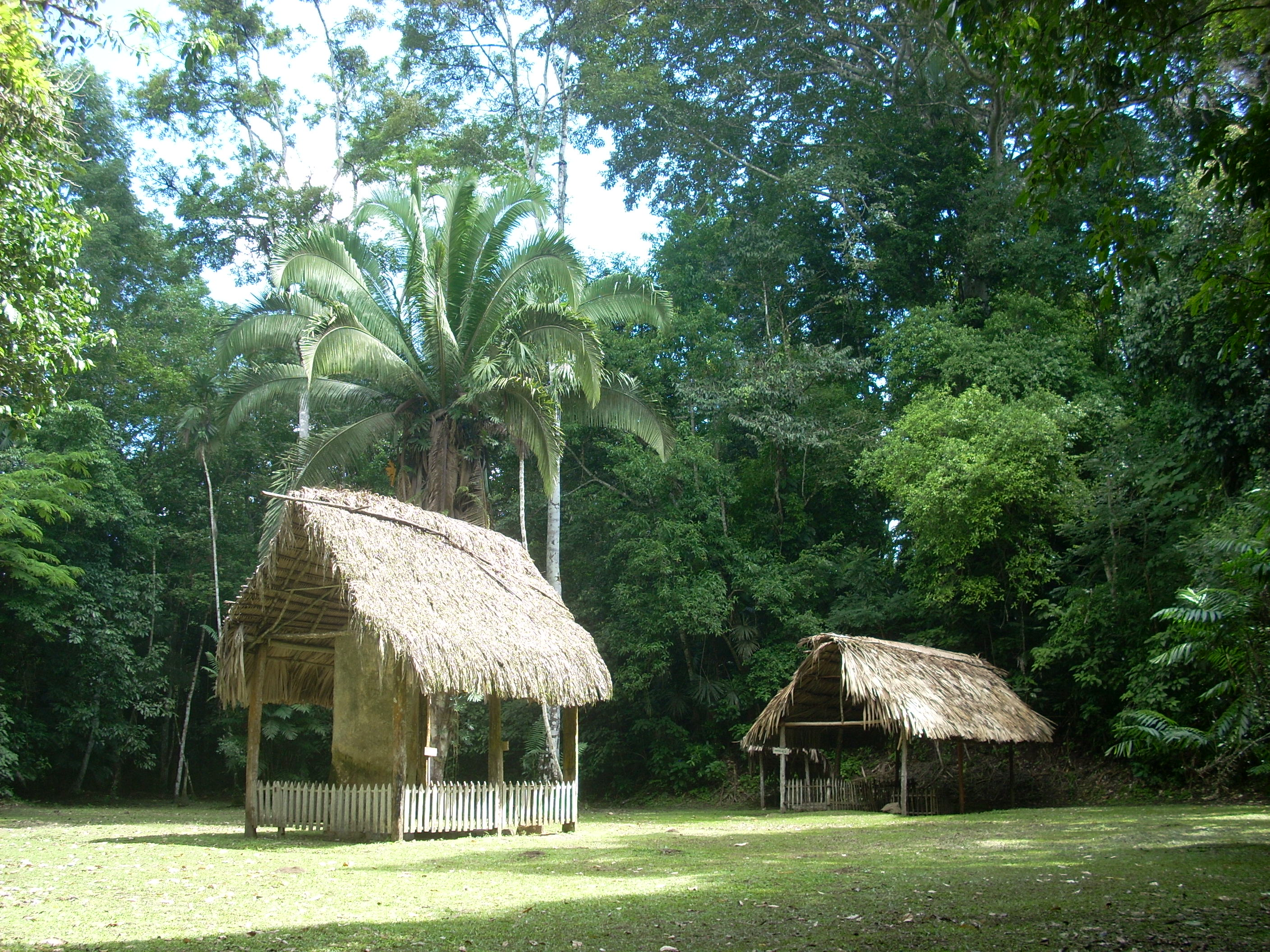
Plaza Central de Ixkún, con las Estelas 1 y 2. Petén, Guatemala

Ixkún está localizado en el municipio de Dolores, 6,5 km al norte del pueblo homónimo. en la porción noroeste de las Montañas mayas. El yacimiento ocupa una serie de colinas kársticas y un amplio valle de aproximadamente 25 km². El río Mopán fluye a 4 km al este de las ruinas. El área cubierta por lo que fue el señorío de Ixkún incluía amplias planicies adecuadas para la agricultura en la zona de derrame de los ríos Mopán y Xá. La ciudad estaba además en una ruta comercial que corría de norte a sur y que vinculaba todo el denominado valle de Dolores, hasta el río Mopán y controlaba el acceso a Ucanal y a otras ciudades de la región.
Ixkún se encuentra a 35 km de otra gran ciudad maya llamada El Caracol, que se encuentra dentro del actual territorio de Belice.

## Historia

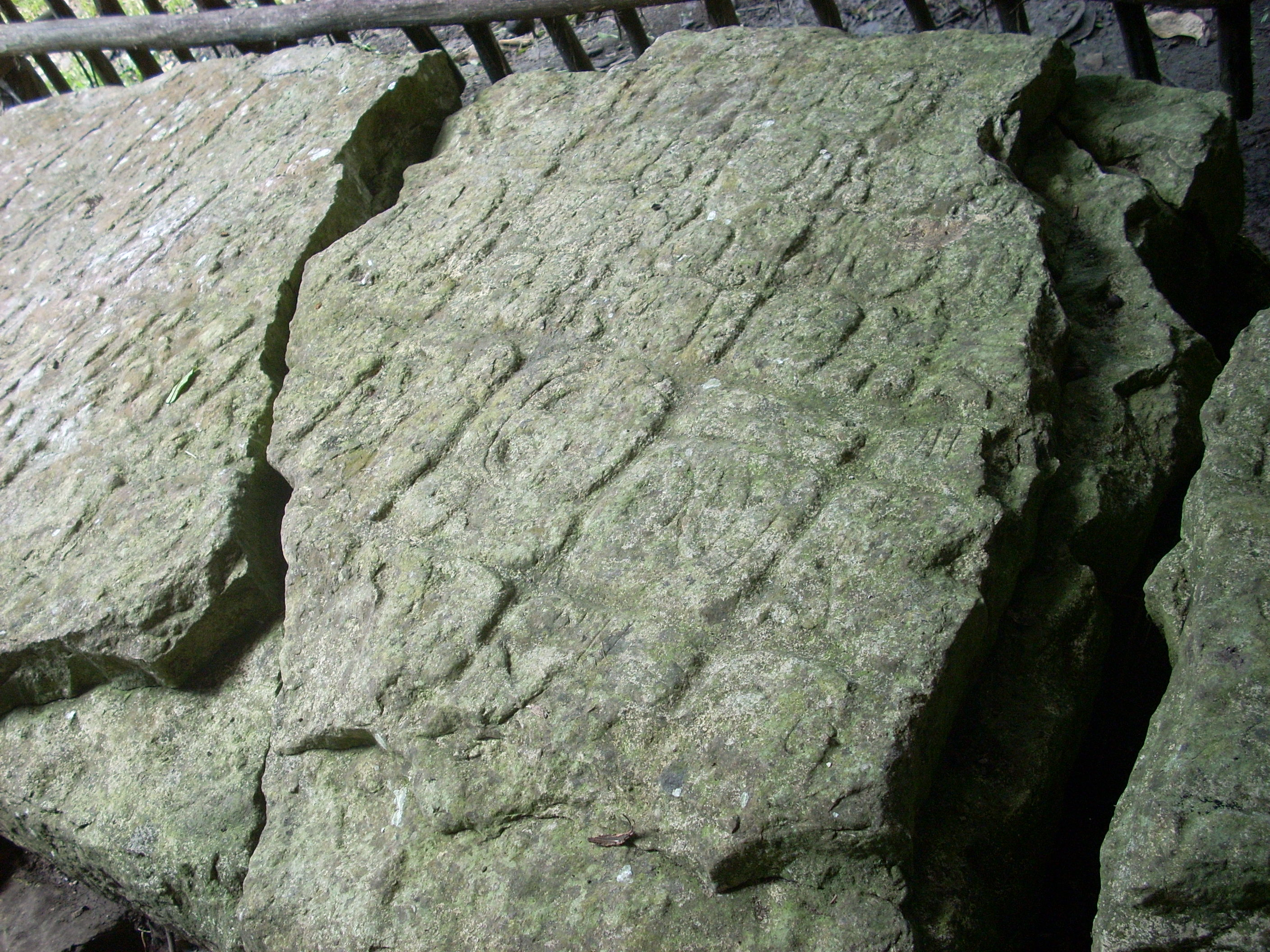
Glifos de la Estela # 2

Ixkún fue ocupada en el preclásico tardío. Los mayas del clásico temprano reconstruyeron parte de las estructuras preclásicas que había en el sitio. El periodo de mayor actividad fue el clásico tardío y este apogeo continuó hasta el clásico terminal aunque parte de la obra emprendida al final fue abandonada sin acabarse. Hay también evidencia de ocupación del sitio ya en el posclásico. Hasta las investigaciones realizadas en 2005, no había sido encontrado un glifo emblema o ditintivo para Ixkún debido, en parte, al estado altamente erosionado de las escrituras en el yacimiento.
La historia de Ixkún parece estar ligada a la de la ciudad vecina de Sacul. Las alianzas y los conflictos que se han podido determinar entre Ixkún y otras ciudades en el noroeste de las montañas mayas, como Sacul y Ucanal, indican una amplia relación política con toda la región central de las tierras bajas mayas del Petén.

### Historia moderna
Ixkún ha sido explorado desde el siglo XIX, en parte debido a la presencia de la Estela # 1 que tiene un tamaño singular. Modesto Méndez, gobernador del Petén, visitó las ruinas en 1852, y comisionó al artista Eusebio Lara para que hiciera dibujos y pinturas de los monumentos encontrados. Alfred Maudslay visitó Ixkún en 1887, mapeando el yacimiento parcialmente y posiblemente descubriendo la Estela # 2 y la # 3. Hizo dibujos y fotografió la Estela # 1 y tomó un molde de ella. La excavación que llevó a cabo Maudslay de la parte superior de la Estela # 6 fue la primera tarea arqueológica en el sitio y una de las primeras acciones científicas en esa zona del Petén.
Sylvanus Morley también visitó el sitio en 1914 acompañado de Herbert Spinden. Ellos se encargaron de volver a mapear el yacimiento y registraron algunas de las inscripciones al mismo tiempo que obtuvieron material fotográfico de algunos monumentos.
Ian Graham visitó Ixkún en 1971, 1972 y 1978. De nueva cuenta remapeó el lugar y fotografió los monumentos. Trasladó las partes sobrevivientes de un intenso saqueo de la Estela # 5 hacia el pueblo de Dolores para su resguardo. Desde 1985 Ixkún ha sido investigado por gente del Altas Arqueológico de Guatemala. Los dos Sacbés existentes fueron explorados por Oswaldo Gómez en 1993. El denominado Grupo 50 fue excavado por Claudia Valenzuela, Finalmente, el Grupo 37 fue explorado por Varinia Matute y el Grupo 38 por Erika M. Gómez, todo eso el año de 2001.

## Descripción del sitio

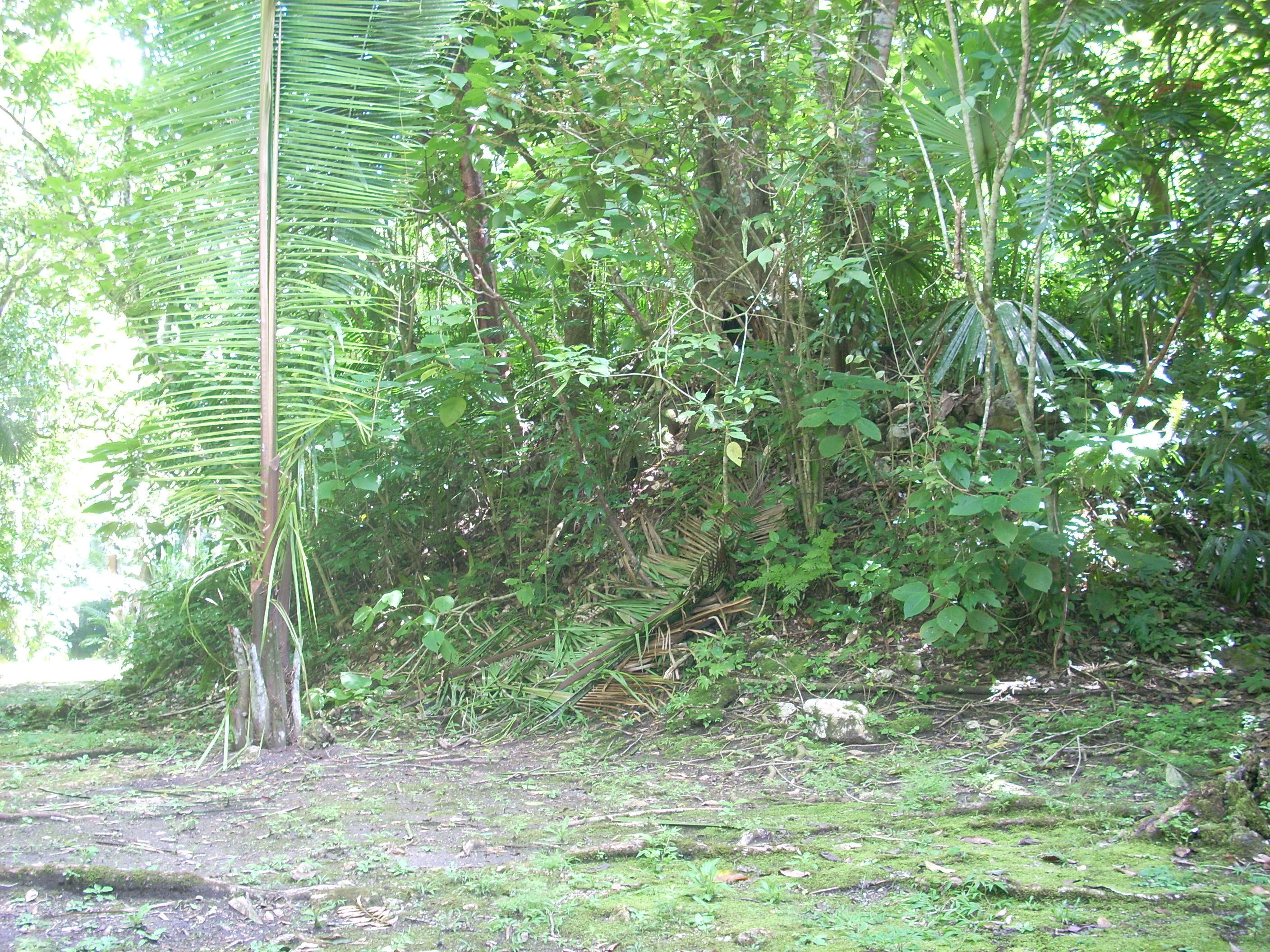
Estructura en la plaza central

Se trata de un gran yacimiento cubriendo un área de ca. 16 km². Su núcleo incluye un juego de pelota, varios templos, palacios abovedados, un complejo denominado Grupo E y dos pirámides medianas, entre otras estructuras. Los arqueólogos han registrado 51 grupos arquitectónicos en la ciudad antigua, ubicados tanto dentro como fuera del actual parque arqueológico protegido. La mayoría de esas estructuras fueron usadas como residencias. Hay por lo menos 46 grupos residenciales, cerca de 245 montículos, varios chultúnes. Un complejo arquitectónico se localiza en una colina al sur del núcleo del yacimiento.

### Monumentos
Siete monumentos esculpidos han sido descubiertos en Ixkún, incluyendo estelas y altares. Cinco de ellos contienen inscripciones referidas a eventos que sucedieron entre los años 766 y 800 d. C. Hay también 11 monumentos lisos (sin inscripciones). Los monumentos tienen todos un solo estilo escultórico, común para las ciudades localizadas en la zona sureste del Petén. La mayoría de las estelas pertenecen a este mismo estilo y sólo están talladas de un lado. En su mayoría, las figuras contenidas en tales monumentos esculpidos están referidas a régules de la ciudad, en posición parada, viendo hacia la izquierda y con las piernas separadas formando un triángulo.

## Galería de fotografías de Ixkún

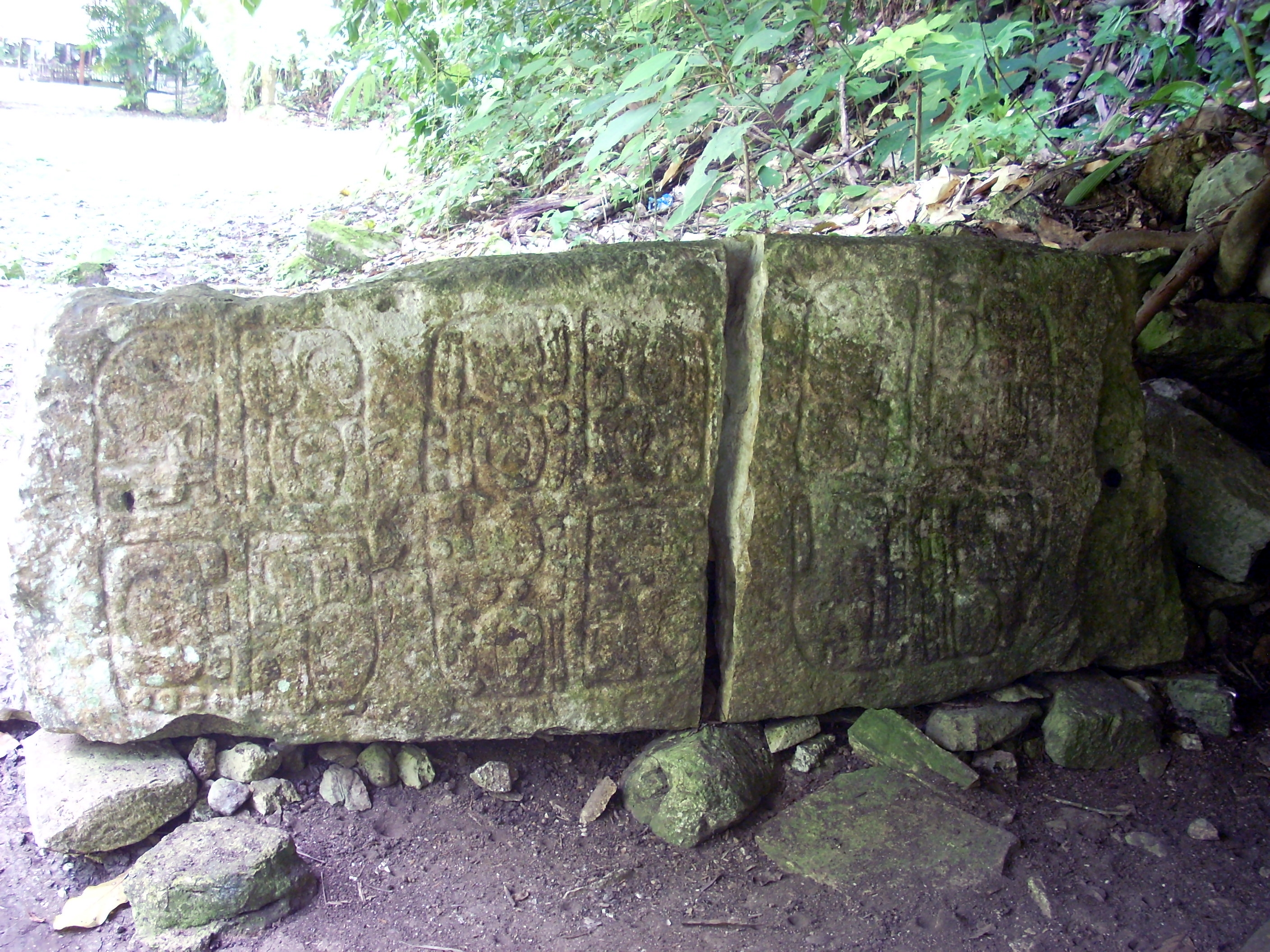
Estela # 12 en la Plaza central
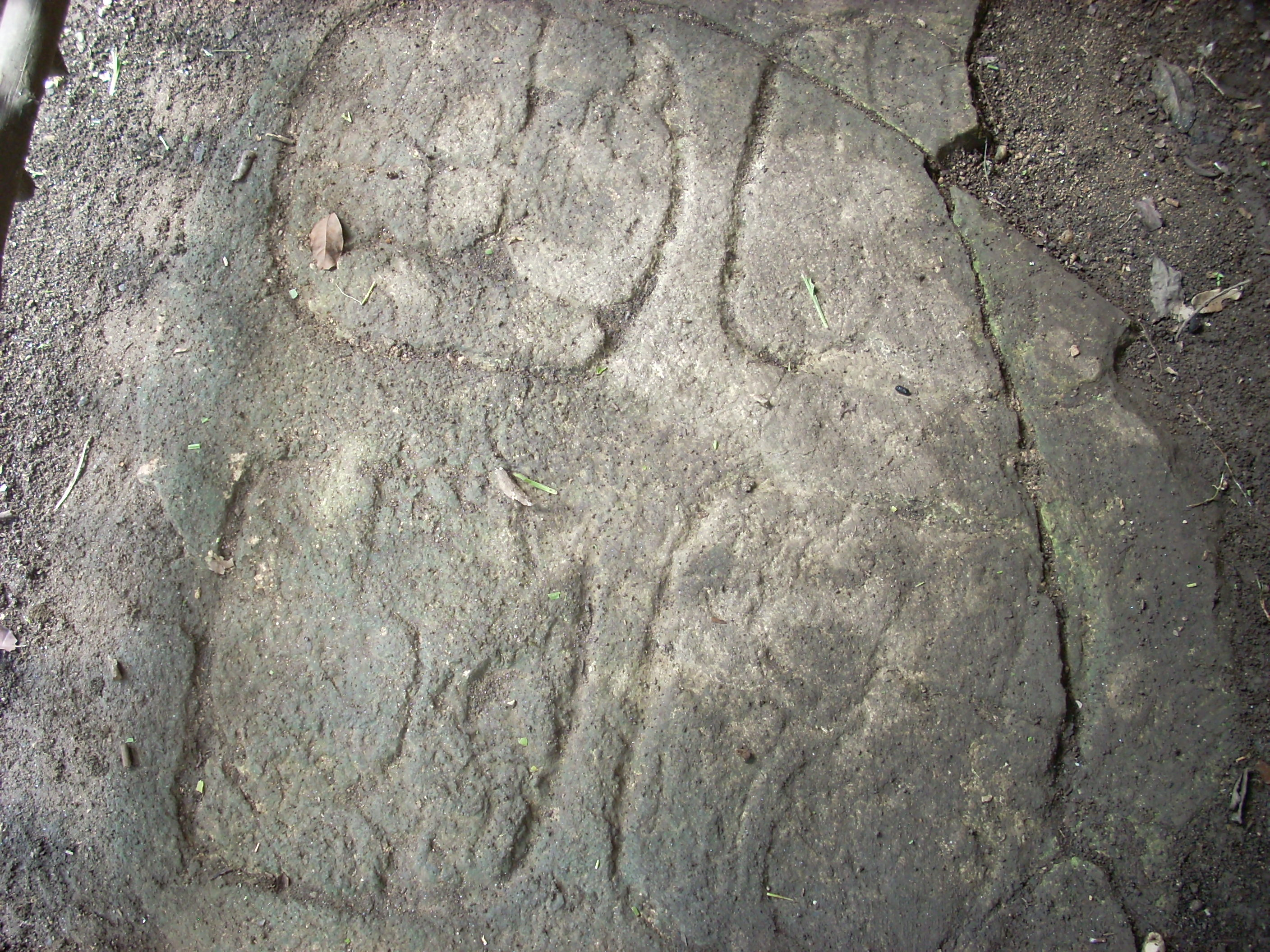
Jeroglifos en el Altar # 2, Plaza del Norte
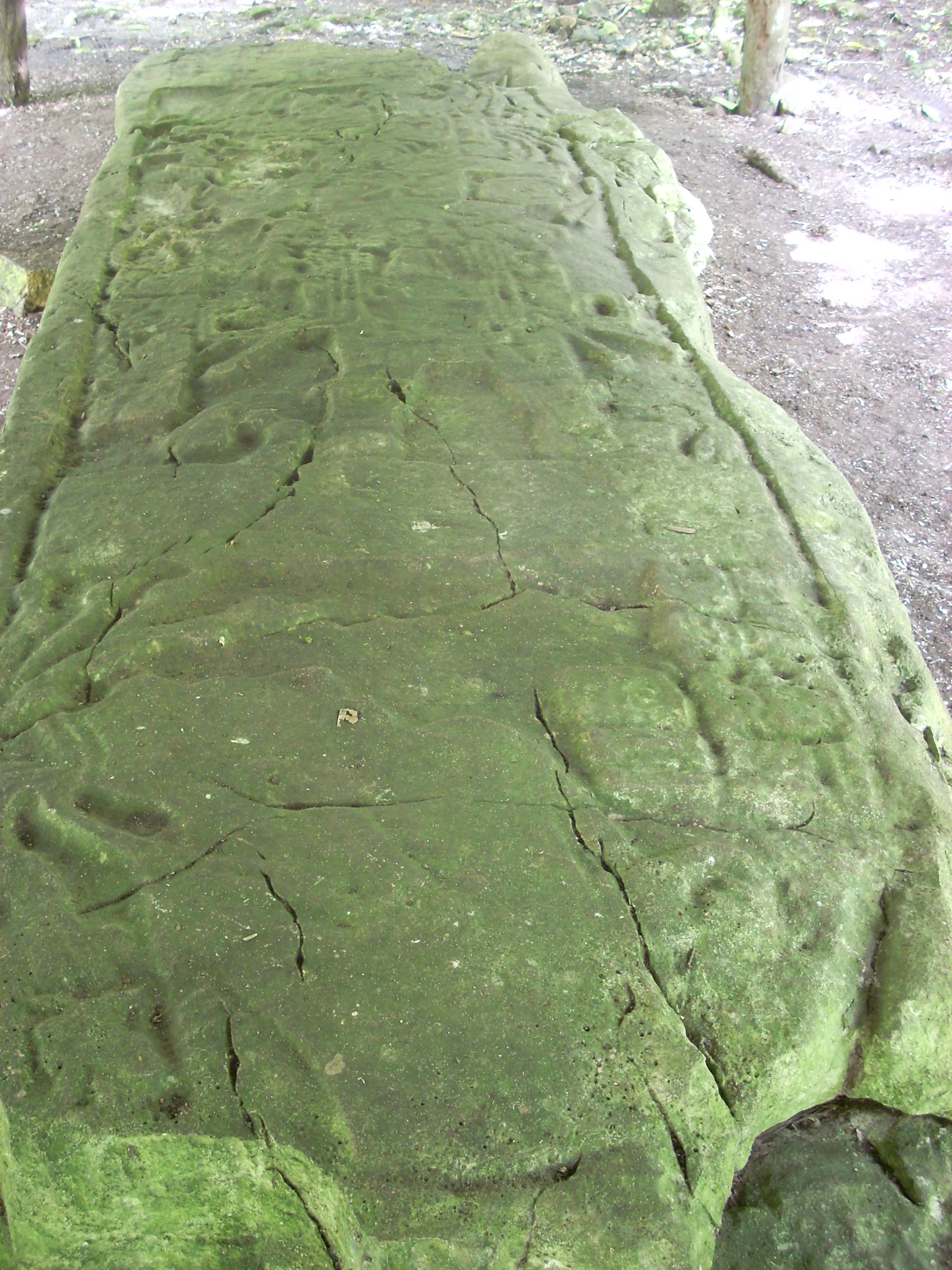
Estela # 4, en la Plaza central
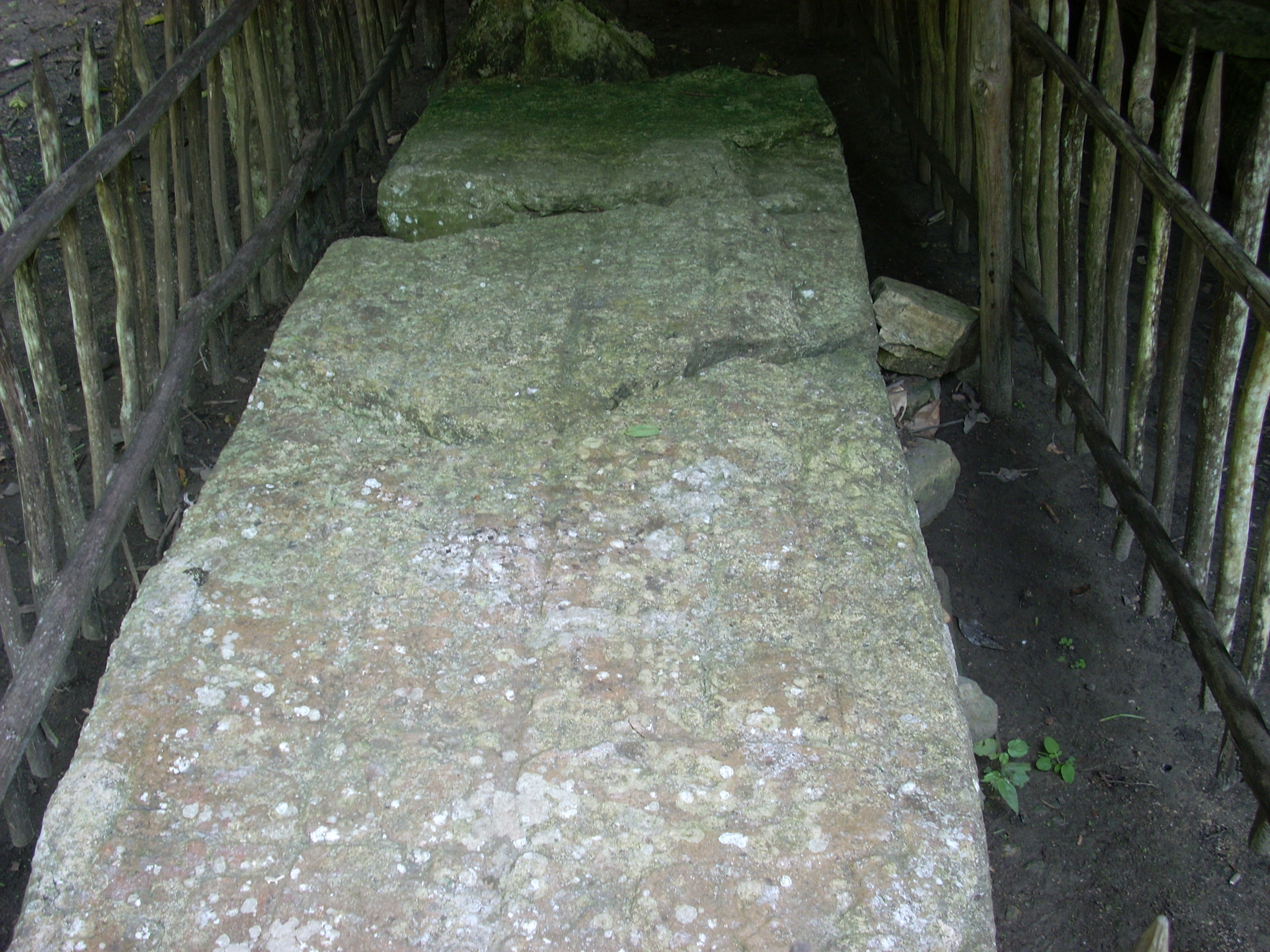
Estela # 2, en la Plaza norte

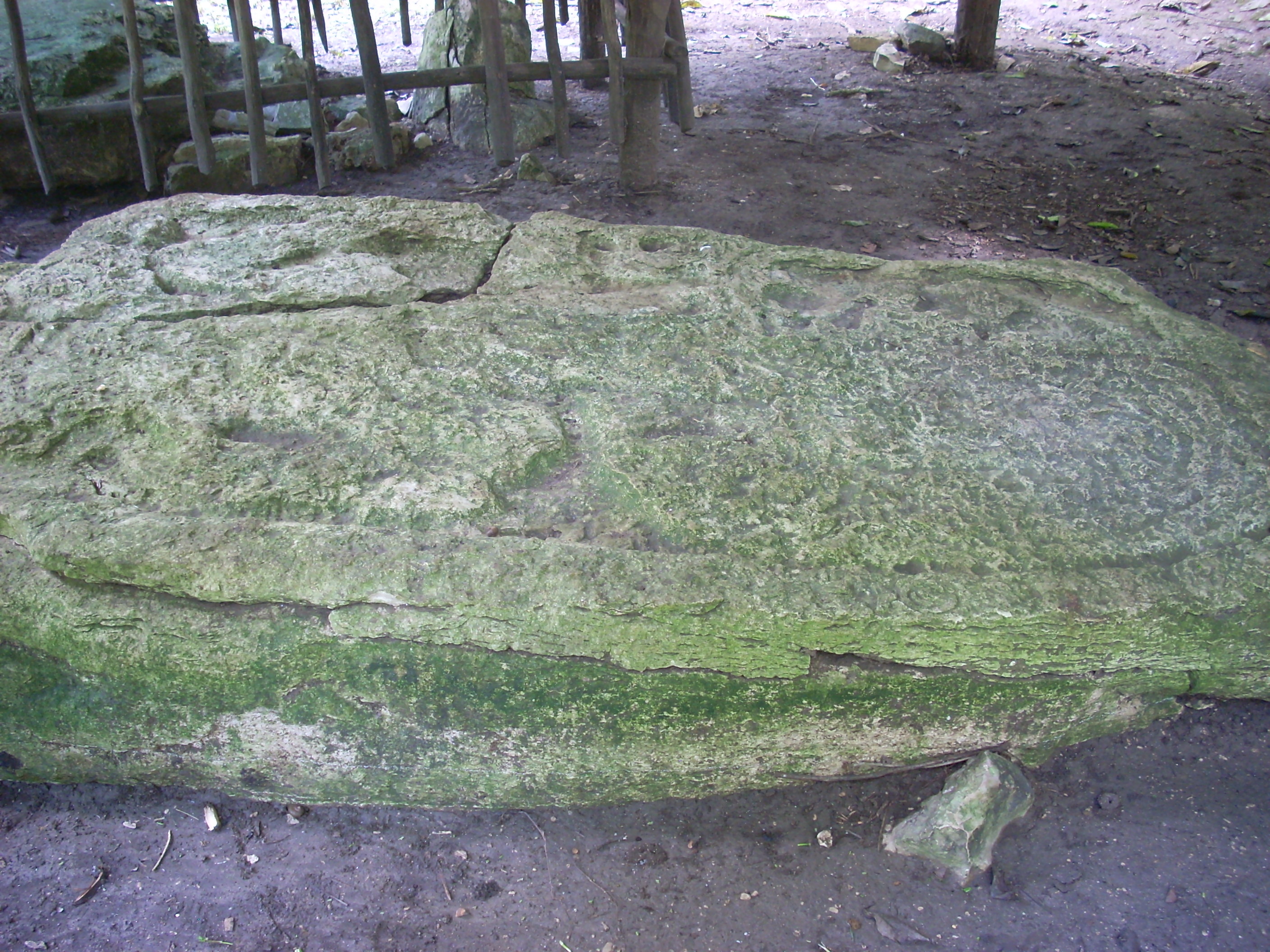
Estela # 3, en la Plaza norte
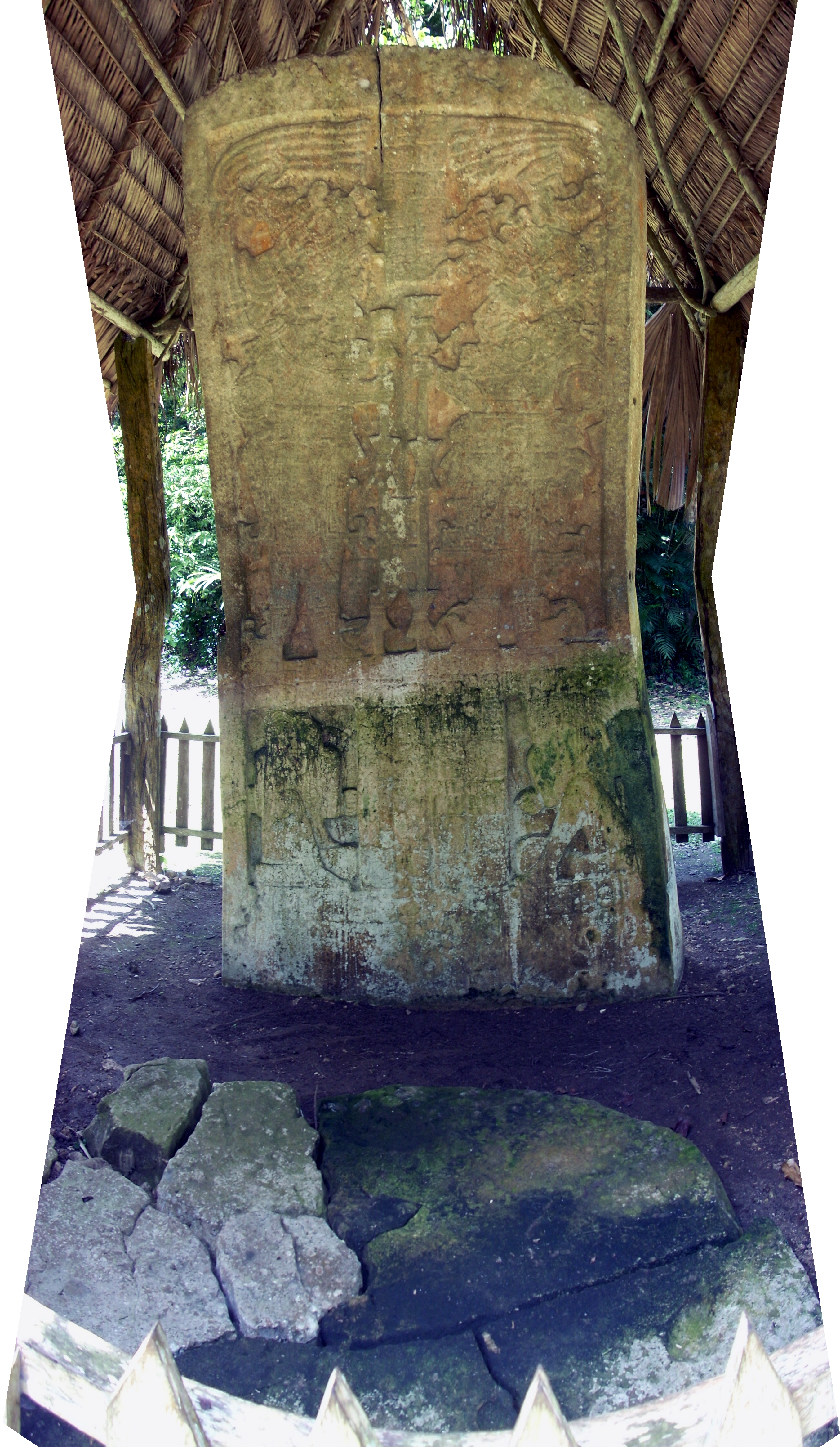
Estela # 1 y el Altar # 1
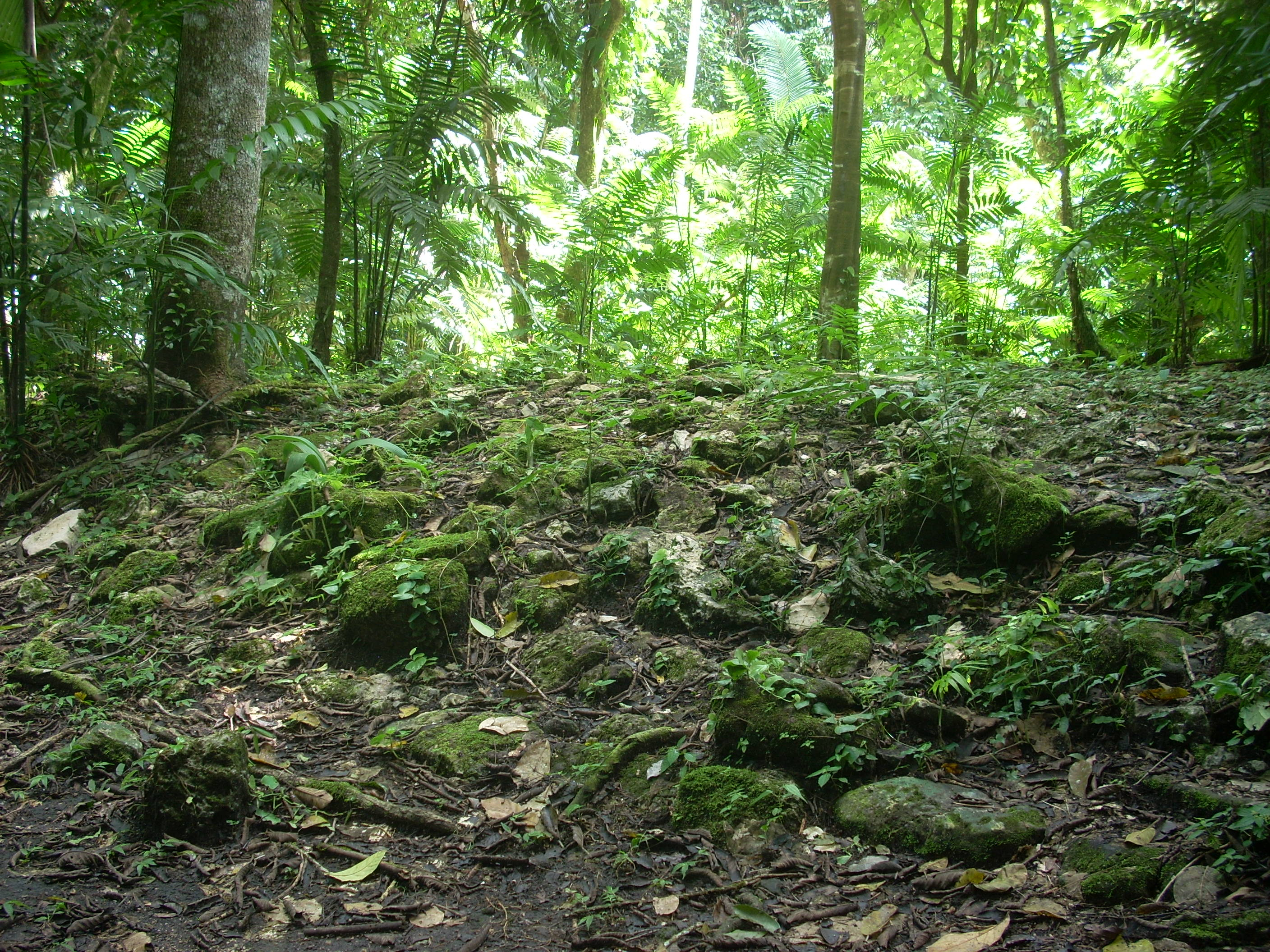
Sacbé sur
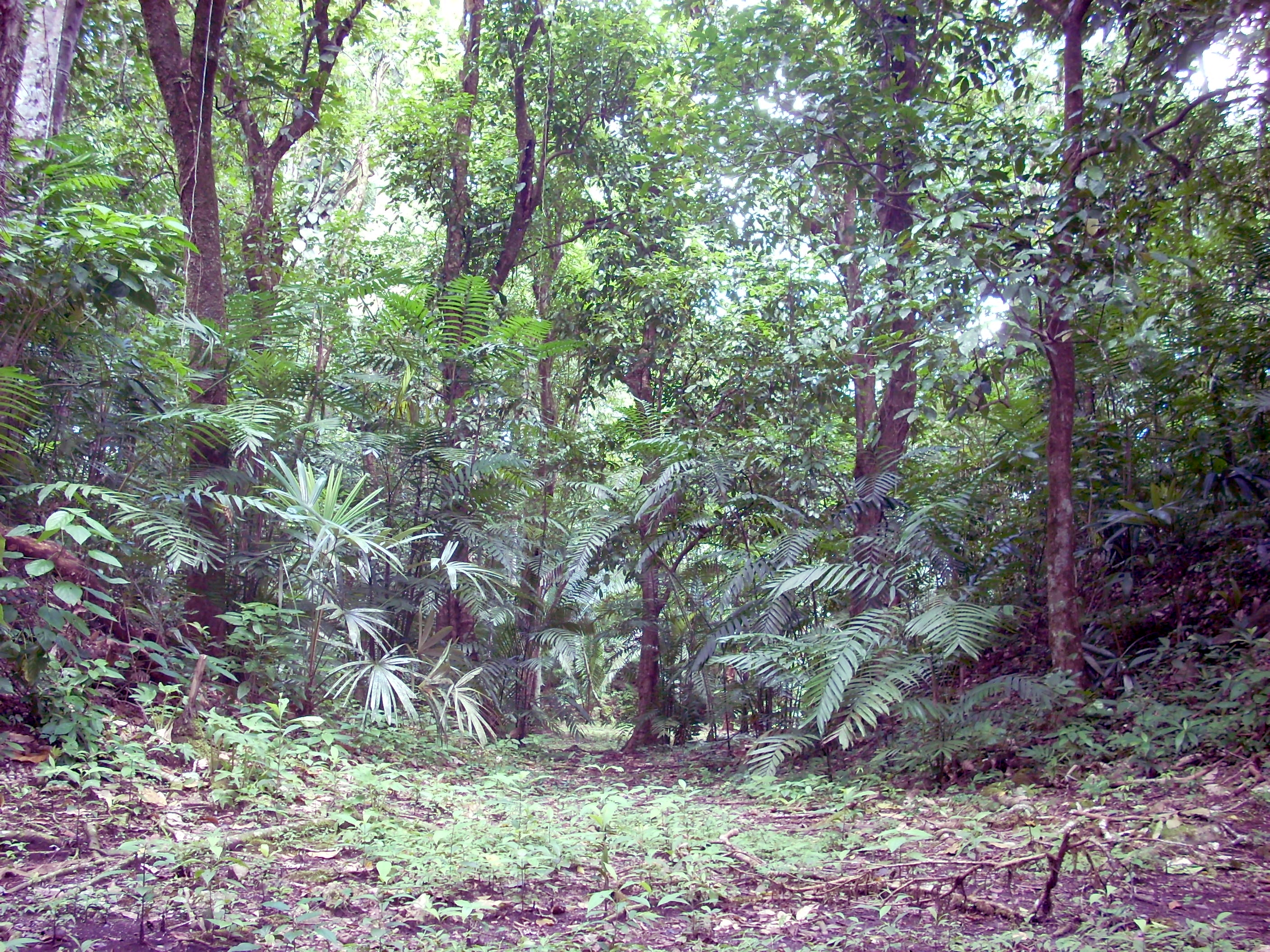
Juego de pelota aún no excavado